# Atlanta, Texas
Atlanta là một thành phố thuộc quận Cass, tiểu bang Texas, Hoa Kỳ. Năm 2010, dân số của xã này là 5675 người.

## Dân số
- Dân số năm 2000: 5745 người.
- Dân số năm 2010: 5675 người.